# Шма

Текст Шма на библейском еврейском языке, который вкладывают в мезузу (2 части, в которых упомянуто о мезузе). Последняя буква (аин) начального слова шма и последняя буква (далет) конечного слова эхад стиха увеличены и при сложении образуют слово эд («свидетель»)

Шма (Шема́, от др.-евр. שְׁמַע‬ — «послушай; внемли; пойми») — три отрывка из Торы о единственности Бога, любви к Нему, верности Его 613 заповедям.
Заповедью Торы является чтение лишь одного стиха — «Слушай, Израиль: Господь, Бог наш, Господь един есть» (Втор. 6:4).
В еврейской духовной жизни Шма занимает центральное место.

## Текст
Слушай, Израиль: Господь, Бог наш, Господь един есть; и люби Господа, Бога твоего, всем сердцем твоим, и всею душею твоею и всеми силами твоими. И да будут слова сии, которые Я заповедую тебе сегодня, в сердце твоем [и в душе твоей]; и внушай их детям твоим и говори о них, сидя в доме твоем и идя дорогою, и ложась и вставая; и навяжи их в знак на руку твою, и да будут они повязкою над глазами твоими, и напиши их на косяках дома твоего и на воротах твоих.
— Втор. 6:4—9

Если вы будете слушать заповеди Мои, которые заповедую вам сегодня, любить Господа, Бога вашего, и служить Ему от всего сердца вашего и от всей души вашей, то дам земле вашей дождь в свое время, ранний и поздний; и ты соберешь хлеб твой и вино твое и елей твой; и дам траву на поле твоем для скота твоего, и будешь есть и насыщаться. Берегитесь, чтобы не обольстилось сердце ваше, и вы не уклонились и не стали служить иным богам и не поклонились им; и тогда воспламенится гнев Господа на вас, и заключит Он небо, и не будет дождя, и земля не принесет произведений своих, и вы скоро погибнете с доброй земли, которую Господь дает вам. Итак положите сии слова Мои в сердце ваше и в душу вашу, и навяжите их в знак на руку свою, и да будут они повязкою над глазами вашими; и учите им сыновей своих, говоря о них, когда ты сидишь в доме твоем, и когда идешь дорогою, и когда ложишься, и когда встаешь; и напиши их на косяках дома твоего и на воротах твоих, дабы столько же много было дней ваших и дней детей ваших на той земле, которую Господь клялся дать отцам вашим, сколько дней небо будет над землею.
— Втор. 11:13—21

И сказал Господь Моисею, говоря: объяви сынам Израилевым и скажи им, чтоб они делали себе кисти на краях одежд своих в роды их, и в кисти, которые на краях, вставляли нити из голубой шерсти; и будут они в кистях у вас для того, чтобы вы, смотря на них, вспоминали все заповеди Господни, и исполняли их, и не ходили вслед сердца вашего и очей ваших, которые влекут вас к блудодейству, чтобы вы помнили и исполняли все заповеди Мои и были святы пред Богом вашим. Я Господь, Бог ваш, Который вывел вас из земли Египетской, чтоб быть вашим Богом: Я Господь, Бог ваш.
— Чис. 15:37—41

## История
Возможно, в Храме произносили Шма на утренней службе. Вопреки талмудическому обычаю начинать день с вечера, храмовое служение осуществляли с утра, служение начинали с первыми лучами восходящего солнца (в талмудический период постановили произносить Шма на утренней заре). Одни полагают, что чтение Шма, в котором провозглашается принцип единобожия, первоначально было введено, как торжественная манифестация против парсизма, другие же считают, что практика чтения Шма в синагогальном богослужении, вероятно, была связана с религиозной полемикой между иудеями и христианами. Изначально произносили лишь единственный стих — «Слушай, Израиль: Господь, Бог наш, Господь един есть» (Втор. 6:4), остальные стихи добавлены позднее. Чтение Шма вечером — поздний обычай, так как в Храме жертвоприношений вечером не было и Шма не читали. Чтение начальных двух заповедей из Декалога перед произнесением первого стиха Шма вошло в обычай в греческий период против языческого многобожия. Шма знали наизусть, поэтому произносили все вместе в унисон. Шма в иудаизме имеет такое же наивысшее значение, как символ веры в христианстве и шахада в исламе.

## Структура
1. Шма («слушай», Втор. 6:4—9). В этом фрагменте говорится о единстве Бога, о полной преданности Ему в любви, об абсолютном посвящении Богу нашего сердца, жизни, всех физических и душевных сил. Это должно выражаться, в частности, в изучении Торы. То же относится и к заповедям о тфилин и мезузе, исполнив которые евреи посвящают Богу своё тело и свой дом.
2. Ве-хайа им шамоа («и будет когда», 11:13—21). В этой части подчёркивается, что процветание Земли Израильской обеспечено только при условии соблюдения евреями Торы. В противном случае их постигнет изгнание. В заключение сказано о том, что евреи обязаны передавать Тору следующему поколению, и о заповедях тфилин и мезузы.
3. Ва-йомер («и сказал», Чис. 15:37—41). Эта часть начинается изложением заповеди о цицит. Она гласит, что соблюдение заповедей — это не самоцель, а инструмент нравственного совершенствования и приближения ко Всевышнему. Эта часть завершается напоминанием об исходе из Египта, о котором евреи должны помнить каждый день своей жизни, поскольку на протяжении всей еврейской истории евреев направляет рука Всевышнего.

Мидраш понимает слово «Израиль» (в Шма) как обращение к Иакову (2:35). В хасидизме выдвигается идея, что каждый еврей обращает к Израилю часть своей души. Буква аин в слове шма и буква далет в слове эхад в свитке Торы пишутся крупнее других, вместе они образуют слово эд («свидетель»), то есть читая Шма, евреи подтверждают свой союз с Богом. Кроме того, согласно Вавилонскому Талмуду (трактат Брахот) букву далет в слове эхад при письме необходимо выделять, чтобы не получилось сходства с буквой реш и фраза адонай эхад («Господь — один») не заменилась на фразу адонай ахер («другой Господь»).
Общее число слов в Шма вместе с барух шем составляет 245. Чтец обычно повторяет два последних слова Шма, а также первое слово следующего благословения с тем, чтобы общее число слов достигло 248, что соответствует числу костей и жил в теле человека и числу позитивных заповедей Торы.

## Значение
Текст Шма начинается с фразы шма Исраэль («Слушай, Израиль: Господь, Бог наш, Господь един есть» (Втор. 6:4)). Эти слова не являются молитвой в строгом смысле слова, так как в них не содержится ни прославления Всевышнего, ни просьб к Нему. Этими словами евреи провозглашают, что Господь, являющийся их Богом, будет признан единственным Богом.
Подчёркивая этот последний аспект, еврейские мудрецы постановили, что после провозглашения Шма следует (шёпотом и прикрывая руками глаза) произнести слова «благословенно славное имя царства Его во веки веков», провозглашающие окончательное торжество справедливости на земле. Эти слова часто звучали во время службы в Храме. Шёпотом же их произносят в знак того, что испытывают стыд при сравнении этой окончательной цели с нынешним печальным положением вещей. Существует и иное объяснение — эти слова произносят ангелы, а евреи «украли» их, поэтому они произносятся шёпотом. А глаза прикрывают, чтобы не ослепнуть, так как в это время сияет ослепительный свет. Так или иначе, эти слова произносят громко только в Йом-кипур.
Шма занимает в еврейской духовной жизни центральное место. Эту молитву произносят дважды в день, во время утреннего и вечернего богослужений. Это первая молитва, которую произносит ребёнок и последние слова, которые произносит умирающий. В течение многих веков эти слова были девизом еврейских мучеников, совершавших освящение имени Божьего (кидуш ха-шем). Текст Шма, написанный на пергаменте, содержится в мезузе и тфилин.

## Законы чтения
Шма необходимо читать, сосредоточиваясь на значениях слов; если же молитва была прочитана без должной концентрации, то её необходимо прочитать ещё раз. Если Шма читается на ходу, то нужно остановиться и прочитать хотя бы первый стих спокойно. Существует обычай, для лучшего сосредоточения во время чтения первого стиха закрывать глаза правой рукой. По этой же причине принято читать первый стих громко. Во время чтения Шма нельзя моргать или жестикулировать, эти слова нужно произносить в страхе и трепете. Шма необходимо читать достаточно громко, чтобы слова можно было слышать, ибо сказано «слушай, Израиль». Каждое слово нужно произносить чётко и следить, чтобы слова, начинающиеся и заканчивающиеся на одну и ту же букву, не сливались друг с другом. Шма можно говорить на любом языке, но интонация и ударение на словах должны совпадать с ивритским вариантом. Если есть сомнения по поводу того, правильно ли была прочитана молитва, то нужно прочитать её ещё раз в правильном порядке. Запрещено прерывать читающего Шма. Шма запрещено читать в нечистом месте и в присутствии обнажённого тела. Женщины (которые могут быть освобождены от исполнения заповеди время от времени) и дети не обязаны читать Шма, но могут делать это по желанию. Тем не менее, женщины традиционно читают Шма.

## Упоминание в источниках

### Мишна
В Мишне указывается, что время чтения Шма — от рассвета до восхода солнца; утреннюю Шма читать стоя, вечернюю — лёжа на левом боку, облокотившись; утром петь два благословения до и одно после Шма, вечером два до и два после Шма; Шма содержит три отрывка. В Мишне (Тамид 5) описывается чтение Шма в Храме.

Говорил им ведущий: «Благословите одним благословением!» И они благословляли. «Прочитайте „Десять заповедей“, „Шма“, „И если вы будете слушать“, „И сказал“! Благословите народ тремя благословениями „Истинно и несомненно“, „Служение“ и „благословением священников“»
— Мишна, Тамид 5
Маймонид комментировал: благословение до Шма — «Любовью вечной», а как солнце воссияет, — «Создающий свет», «Десять изречений» читать ежедневно, после — «Шма», далее — «Истинно и несомненно», и «Служение», и «Благодарение», и «Благословение мира».

### Талмуд
В Талмуде указывается, что изначально Шма — это лишь один стих «Слушай, Израиль: Господь, Бог наш, Господь един есть» (Втор. 6:4), который затем был увеличен до целого отрывка (6:4—9), а позже увеличен до трёх отрывков (6:4—9, 11:13—21; Чис. 15:37—41).

Как только ребёнок научается говорить, его отец обучает его Торе и чтению Шма. Тора — что это? Сказал рав Хамнуна: «Тору заповедал нам Моисей, наследие общины Иакова». Чтение Шма — что это? «Это — первый стих [Шма]».
— Вавилонский Талмуд, Сукка 42 а

Вторили раввины наши: «„Слушай, Израиль: Господь — Бог наш, Господь — один“ — именно лишь на этих словах необходимо сосредоточиться».
— Вавилонский Талмуд, Брахот 13 б

### Евангелие
В Мк. 12:29 на вопрос о том, какая заповедь является первой, Иисус назвал Шма «первой» (то есть, приоритетной, главной по старшинству):

Один из книжников, слыша их прения и видя, что Иисус хорошо им отвечал, подошел и спросил Его: какая первая из всех заповедей? Иисус отвечал ему: первая из всех заповедей: слушай, Израиль! Господь Бог наш есть Господь единый; и возлюби Господа Бога твоего всем сердцем твоим, и всею душею твоею, и всем разумением твоим, и всею крепостию твоею, — вот первая заповедь! Вторая подобная ей: возлюби ближнего твоего, как самого себя. Иной большей сих заповеди нет. Книжник сказал Ему: хорошо, Учитель! истину сказал Ты, что один есть Бог и нет иного, кроме Его; и любить Его всем сердцем и всем умом, и всею душею, и всею крепостью, и любить ближнего, как самого себя, есть больше всех всесожжений и жертв.
— Мк. 12:29